# Ratpenat llistat petit
El ratpenat llistat petit (Platyrrhinus brachycephalus) és una espècie de ratpenat de la família dels fil·lostòmids. Viu a Bolívia, el Brasil, Colòmbia, l'Equador, la Guaiana Francesa, Guaiana, el Perú, Surinam i Veneçuela. El seu hàbitat natural són boscos multiestratals perennifoli tropicals i llocs humits. No hi ha cap amenaça significativa per a la supervivència d'aquesta espècie, tot i que està afectada per la pèrdua d'hàbitat.